# Longina abdominalis
Longina abdominalis är en tvåvingeart som beskrevs av Christian Rudolph Wilhelm Wiedemann 1830. Longina abdominalis ingår i släktet Longina och familjen Neriidae. Inga underarter finns listade i Catalogue of Life.